# Referèndum sobre la ciutadania de Letònia de 1998
El Referèndum sobre la ciutadania de Letònia de 1998 va tenir lloc a Letònia el 3 d'octubre de 1998.
El Parlament letó (Saeima) havia fet esmenes a la llei al juny que va augmentar les oportunitats per a la naturalització i va proporcionar l'opció addicional d'obtenir la ciutadania letona dels no ciutadans i els apàtrides nascuts a Letònia a partir d'agost de 1991 en endavant. Als votants se'ls va preguntar: «Esteu a favor o en contra de la derogació de la llei "Modificacions a la Llei de Ciutadania"». Una majoria del 53,9% va votar en contra de la derogació de la llei.